# Pip Iwan
Pip Iwan (ukrainisch Піп Іван – auch Піп Іван Чорногорський Pip Iwan Tschornohorski; russisch Поп Иван Pop Iwan – Pop heißt „Priester“) ist mit 2028 m nach dem Howerla und dem Brebeneskul der dritthöchste Berg des Tschornohora-Gebirges in den Ostkarpaten in der Westukraine.
Der heutige Name des Berges stammt von einem Felsen auf dem Gipfel, der früher wie ein Priester in seiner Soutane aussah.
Da es in der Antike auf dem Berg einen heidnischen Tempel gab, ist der Berg zum Iwan-Kupala-Tag ein gefragtes Ziel.
Der Berg ist ein Naturdenkmal innerhalb des Biosphärenreservats Karpaten. Am besten ist der Gipfel über das Dorf Dsembronja zu erreichen.

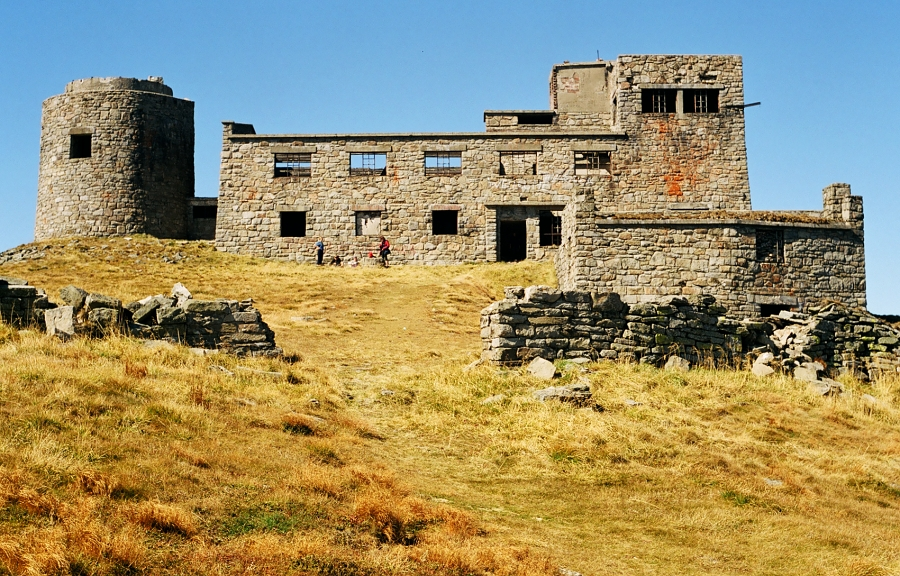
Ruine des Biały-Słoń-Observatoriums

Auf dem Gipfel steht noch die Ruine des zur polnischen Zeit 1936 bis 1938 im Stil des Konstruktivismus errichteten Biały Słoń-Observatoriums, das von 1938 bis 1941 betrieben wurde. Es war das höchstgelegene Gebäude Polens, das dauerhaft belegt war. Das dreistöckige Gebäude hatte 43 Zimmer sowie einen Konferenzraum. Der Turm trug eine Kupferkuppel mit 10 Metern Durchmesser.
Über den Berg verlief in der Zwischenkriegszeit die polnisch-tschechoslowakische Grenze. In der Kriegs- und der frühen Nachkriegszeit kam es zu diversen Kampfhandlungen zwischen polnischen Verbänden der Polnischen Streitkräfte bzw. der Armia Krajowa einerseits und auf der anderen Seite der Organisation Ukrainischer Nationalisten.